# ZModeler
ZModeler (o Zanoza Modeler ) es una aplicación de modelado 3D desarrollada por Oleg Melashenko. Está dirigido a modelistas que modelan vehículos y otros objetos para juegos de computadora como Euro Truck Simulator, UK Truck Simulator, American Truck Simulator, 18 Wheels of Steel, Grand Theft Auto, Empire Earth 2, Midtown Madness, o videojuegos similares.

## Versiones de ZModeler
ZModeler es capaz de modelado e importación complejos. En versiones posteriores, admite importantes funciones de modelado, como la extrusión o el biselado.
La versión 1 no admite polígonos que no sean triángulos, NURB u otras formas de modelado que no sean poligonales y splines. Viene con filtros para importar y exportar mallas de otros formatos. Sin embargo, hay más formatos además de los incluidos para descargar en varios sitios web. ZModeler no tiene un sistema de iluminación, aunque la iluminación se puede hacer usando gradientes para mapas de reflexión.
La rama actual de ZModeler2 tiene una interfaz de usuario revisada y agrega nuevas funciones. Desde la versión 2, ZModeler ya no se propone como un software gratuito con todas las funciones. Una vez activado, es posible usar filtros y complementos para importar y exportar modelos de varios otros formatos, incluidos formatos para juegos de computadora. ZModeler2 tiene un nuevo motor de renderizado y agrega varias funciones más. Tiene una interfaz de usuario muy diferente a la de ZModeler1. Además, ZModeler2 es compatible con polígonos cuadriláteros, un avance importante con respecto a ZModeler1. La siguiente versión de ZModeler fue ZModeler3 con cambios en el navegador de materiales, UV Tile que reemplaza la "Escala" del mapa de texturas. Hubo otros cambios en ZModeler3.

## Representación

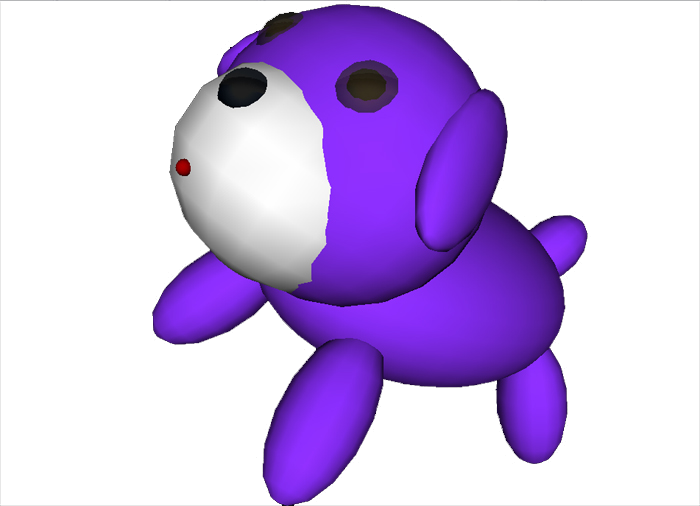
Modelo de un cachorro morado, creado y renderizado con ZModeler 1.07.

Ninguna versión de ZModeler viene con soporte para hacer representaciones de escenas finales. Actualmente, las representaciones de escenas solo se pueden realizar tomando una captura de pantalla . Este método, sin embargo, afecta la calidad de salida porque no se realiza ningún procesamiento posterior, como suavizado, en la imagen final. Cualquier posprocesamiento manual necesario se puede realizar, por ejemplo, cambiando la escala de una representación de alto rendimiento de la escena con cualquier software de gráficos.

## Archivos de modelos compatibles
Compatible con ZModeler. DFF, . OBJ, YFT y otros archivos 3D que puede editar.

## Objetos primitivos
Ambas versiones de ZModeler vienen con una lista estándar de objetos primitivos que se pueden crear fácilmente. Después de determinar el tamaño y la ubicación del objeto, aparecerá un cuadro de diálogo que le permitirá al usuario especificar el nombre del objeto y los "pasos horizontales" y "pasos verticales". La lista de objetos primitivos incluye esferas, conos, cubos, cilindros, tubos y toros.

## Formato
El formato de archivo ZModeler tiene una extensión de "*. Z3D". El formato de archivo de ZModeler2 es diferente del formato de archivo de la serie ZModeler 1x. Aunque ZModeler2 puede abrir archivos de ZModeler 1, ZModeler 1 no puede abrir archivos de ZModeler2. Ambos formatos tienen la misma extensión de archivo. Ambos también son capaces de almacenar datos no admitidos. Desde ZModeler 2.2.4, los archivos Z3D son capaces de almacenar las texturas, aunque esta función debe estar habilitada. En cambio, en versiones anteriores, las texturas se almacenan por separado como mapas de bits, PNG u otros tipos de archivos compatibles.

## Requerimientos mínimos del sistema
ZModeler es un programa relativamente liviano que solo necesita alrededor de 20 MB de espacio vacío en el disco duro. Los requisitos de CPU y RAM dependen de la complejidad de la escena, siendo la tarjeta gráfica el factor más importante. Además de la compatibilidad con cualquier tarjeta gráfica con soporte de iluminación y transformación de hardware de Direct3D, también se admite la representación de software, aunque pueden producirse errores de representación. Ciertas tarjetas gráficas pueden causar artefactos.